# Anna Muzyčuk
Anna Olegivna Muzyčuk (in ucraino Анна Олегівна Музичук?; Leopoli, 28 febbraio 1990) è una scacchista ucraina, grande maestro.
Dal 2004 ha giocato per la Slovenia in cinque olimpiadi degli scacchi ed altre competizioni, ma a maggio del 2014 è tornata a giocare per l'Ucraina.
Nel giugno 2025 ha vinto la sezione femminile del Norway Chess . 
Ha raggiunto il suo massimo punteggio Elo FIDE nel luglio 2012 con 2606, quando rappresentava la Slovenia, terza al mondo dietro Judit Polgár e Hou Yifan, prima tra le giocatrici nel suo paese. È sorella maggiore di Marija Muzyčuk, campionessa del mondo femminile nel 2015.

## Carriera

### Gli anni giovanili e l'argento mondiale
Negli anni duemila vince a tredici anni il campionato ucraino femminile di Mykolaïv e a quindici il campionato del mondo giovanile under 16 femminile di Belfort.
Gli anni duemiladieci iniziano con un nuovo successo in campo giovanile, con la vittoria al Campionato del mondo juniores femminile di Chotowa, dove ottiene il risultato di 11 punti su 13, distanziando di mezzo punto la russa Ol'ga Girja. Nel 2014 vince a Chanty-Mansijsk il primo Mondiale blitz femminile e bissa il successo del 2003 al campionato ucraino femminile di Leopoli. Nel frattempo, tornata alla Federazione scacchistica ucraina, partecipa in prima scacchiera alle Olimpiadi degli scacchi di Tromsø, ottenendo il bronzo di squadra.
Nel 2016 vince il premio per la miglior giocatrice donna all'open magistrale del Tradewise Chess Festival a Gibilterra. Alle Olimpiadi degli scacchi di Baku gioca ancora in prima scacchiera, dove ottiene il risultato di 7,5 punti che le regala la medaglia d'oro individuale. Conquista invece il bronzo di squadra. Nell'appuntamento annuale con i Mondiali Rapid e Blitz, che si svolgono quell'anno a Doha, vince sia il Mondiale rapid femminile con 9,5 punti, sia quello lampo con 13 punti.
Nel 2017 è argento al Campionato del mondo femminile di scacchi di Teheran venendo sconfitta agli spareggi dalla cinese Tan Zhongyi con il risultato di 2,5-3,5. A Bucarest il torneo Women's Kings Tournament, primeggiando sia nella parte rapid che in quella blitz..

### Il boicottaggio dei mondiali in Arabia Saudita
Nel novembre 2017 ha annunciato la sua intenzione di non difendere i titoli mondiali femminili nelle specialità rapid e lampo nei Campionati del mondo previsti a Riad nel dicembre successivo, dichiarando il suo disaccordo con la situazione dei diritti delle donne in Arabia Saudita. Centocinquanta giocatori dichiararono la loro intenzione di boicottare l'evento, tra i quali la sorella Marija e il Grande Maestro statunitense Hikaru Nakamura. In dicembre un post sulla sua pagina Facebook ha rapidamente avuto una grande diffusione anche al di fuori dei media scacchistici.

### Campionessa olimpica
Nel 2018 vince il Campionato europeo blitz femminile. Nel 2021 partecipa alla prima edizione della Coppa del Mondo femminile, dove viene eliminata in semifinale dalla russa Aleksandra Gorjačkina con il risultato di 0,5-1,5. Nella finale terzo e quarto posto non riesce ad avere la meglio sulla cinese Tan Zhongyi, venendo sconfitta agli spareggi con il risultato di 1,5-2,5. Nel 2022 prende parte alle Olimpiadi degli scacchi di Chennai con la rappresentativa ucraina in seconda scacchiera. Ottiene la prestazione individuale di 7 punti su 10, che gli varrà l'argento individuale, mentre la squadra vincerà il torneo, ottenendo la medaglia d'oro sedici anni dopo l'oro alle Olimpiadi di Torino. Nel 2023 ottiene la medaglia di bronzo alla Coppa del Mondo femminile di Baku, dove riesce ad avere la meglio su Tan Zhongyi, diversamente da due anni prima, con il risultato di 1,5-0,5. In semifinale era stata eliminata dalla bulgara Nurgjul Salimova per 2,5-3,5.